# Lendvaerdő
Lendvaerdő (szlovénül: Renkovci) falu Szlovéniában a Muravidéken.
Közigazgatásilag Bántornyához tartozik.

## Fekvése
Muraszombattól 15 km-re délkeletre, központjától Bántornyától 1 km-re északnyugatra a Dolinsko nevű tájegységben, a Lendva folyó jobb partja közelében a belatinc-dobronaki út mellett fekszik. Határában délre kiterjedt rétek, mezők, északon és nyugaton pedig erdők találhatók.

## Története
Területén már az ókorban is éltek emberek, ezt bizonyítják a határában található római kori halomsírok.
Első írásos említése 1389-ből származik "Renkouch" néven. 1411-ben "Ranchalch", 1428-ban "Frankolch", 1430-ban "Renkolch", 1481-ben "Renkowcz" alakban szerepel a korabeli forrásokban. Nemti (Lenti) várának uradalmához tartozott.
Először az Bánffy család alsólindvai (Lendva) ága birtokolta, aztán a Csáky család birtokába jutott. A Lendva mentén már a középkortól több ismert malom működött. Közéjük tartozott az 1524-ben említett Kávás Máté, és a Refft György tulajdonában levő malom, később az 1759-ben említett Lovrencsics-malom.
Vályi András szerint " RENKÓCZ. Elegyes német falu Szala Vármegyében, földes Ura Gr. Csáky Uraság, lakosai katolikusok, és másfélék, fekszik Turnicsához nem meszsze, mellynek filiája, határjában vagyon legelője kövér, és elég, eladásra módgya, és egyéb javai is jelesek. " 
Fényes Elek szerint " Renkócz, vindus falu, Zala vmegyében, a bellatinczi uradalomban, 386 kath. lak."
1910-ben 740, többségben szlovén lakosa volt, jelentős magyar kisebbséggel.
Közigazgatásilag Zala vármegye Alsólendvai járásának része volt. 1919-ben a Szerb–Horvát–Szlovén Királysághoz csatolták, ami tíz évvel később vette fel a Jugoszlávia nevet. 1941-ben a Muramentét a magyar hadsereg visszafoglalta és 1945-ig ismét Magyarország része volt, majd a második világháború befejezése után végleg jugoszláv kézbe került. 1991 óta a független Szlovén Köztársaság része. 2002-ben 626 lakosa volt. A helyiek fő megélhetését ma is a mezőgazdaság adja, bár jelentősége egyre csökken. Sokan dolgoznak Belatinc és Muraszombat üzemeiben is.

## Nevezetességei
- Római kori halomsírok
- Jézus Szívének szentelt kápolna a temető közelében